# Teatro Alhambra (Madrid)
El Teatro Alhambra fue una sala teatral de Madrid, situada en la calle de la Libertad, esquina a la de San Marcos, en el castizo barrio de Chueca de la capital de España. El Alhambra, que a finales del siglo XIX tuvo el nombre de Teatro Moderno con Loreto Prado y  Enrique Chicote, programó entre 1871 y 1905 un variado número de espectáculos (operas, sainetes y dramas), convenciones, mítines, bailes de máscaras o las innovadoras varietés, aunque con mayor presencia del género chico.

## Historia
Abandonado en 1869 y derruido el convento de San Fernando, levantado a fines del siglo XVII para albergar a las mercedarias calzadas dedicadas a la liberación de cristianos cautivos, el séptimo marqués de Villamejor dispuso la construcción de una sala teatral, en el espacio del solar que formaba esquina entre la calle de la Libertad y la de San Marcos. El nuevo teatro fue inaugurado en diciembre de 1870.
Cuenta el crítico Augusto Martínez Olmedilla que fue el empresario Manuel Catalina quien en 1877 lo decoró con adornos de evocación árabe y mudéjar; y lo describe con arcos de herradura en el perímetro de todo el patio de butacas, una buena acústica y "una pintura deleznable en el telón de boca". Aquella decoración, que le dio identidad y hasta celebridad durante su existencia, sería respetada por la reforma que en 1893 realizó Luis María Cabello y Lapiedra.

### Representaciones
Olmedilla, Del Moral Ruiz y otros autores mencionan como estreno más importante en la historia del Alhambra, el sainete La canción de la Lola, de Ricardo de la Vega, protagonizado por María Tubau que aceptó el papel, aun tratándose de una obra del "género chico" y con la condición de que ella no cantaría.
 A pesar de ello, la obra fue un éxito, hasta el punto de pasar luego al Variedades, donde se representó tres años seguidos. Otro acontecimiento con membrete de histórico fue la despedida de Francisco Arderíus y sus «Bufos madrileños», poniendo en escena Los Madriles, que sería el "canto del cisne" de aquel tan criticado como popular subgénero.
Con el cambio de siglo y tras el fracaso de la sala como teatro de varietés, se instaló en él durante unas temporadas el dúo artístico y empresarial formado por Loreto Prado y Enrique Chicote (quien años antes, siendo aún estudiante de Derecho había subido por vez primera a las tablas precisamente en este teatro, poniendo en escena El maestro de baile). La pareja cómica llevó al escenario del Alhambra piezas como El corneta de la partida, de Eugenio Sellés, La peseta enferma o dos éxitos de Carlos Arniches, Los chicos de la escuela y Las estrellas (pieza que casualmente trataba el mismo asunto que los hermanos Quintero habían reflejado en su sainete sin estrenar La voz de la niña). También "resucitó" Loreto obras como Las travesuras de Juana y El pilluelo de París, que antes habían sido éxitos de Juanita Pérez en el Teatro de la Cruz en la primera mitad del siglo XIX.
Otros estrenos y acontecimientos a reseñar, fueron, por ejemplo:
- Estreno de la ópera Don Fernando el Emplazado, de Valentín Zubiaurre.
- Éxito del actor Antonio Vico en La capilla de Lanuza, drama histórico de Marcos Zapata Mañas (1871).
- Éxito de la actriz Matilde Pretel con El tambor de granaderos, que había sido estrenado en el Teatro Eslava (1896).

## Otros usos
Más allá de lo teatral, el 30 de marzo de 1884 se celebró en el Alhambra un mitin en el que algunos autores sugieren que se forjaron las ambiciones del africanismo español.
El Alhambra se usó también como salón para bailes de máscaras, o espectáculos 'alternativos' como el llamado "Laberinto árabe", que montó Luciano Berriatúa. A pesar de su adaptación en 1898 como teatro de variedades, bajo el nombre de «Casino Music-Hall»,[cita requerida] fue derruido en 1905 para construir dos casas de vecindad.